# Atelier (thương hiệu trò chơi điện tử)
Loạt Atelier là một thương hiệu trò chơi điện tử nhập vai do Gust Corporation phát triển từ năm 1997 cho các hệ máy PlayStation và sau này được đưa lên những hệ máy khác. Thương hiệu hầu hết được phát hành tại Nhật Bản, nhưng những năm gần đây đã được phát hành ra những thị trường nước ngoài. Nội dung và bối cảnh của trò chơi tập trung nhiều vào các yếu tố giả kim, với lối chơi xoay quanh việc tìm kiếm, thu thập và chế tạo vật phẩm. Vào năm 2016, Atelier bán được tổng cộng hơn 2,4 triệu bản trên khắp Nhật Bản.

## Trò chơi
Atelier bắt đầu trên dòng PlayStation của Sony vào năm 1997 và những game về sau lấy đó làm nền tảng. Tổng cộng có khoảng 24 game chính được chia thành 7 phần nhỏ, bao gồm ba game trong phần Salburg, hai game trong phần Gramnad, ba game trong phần Iris, hai game trong phần Mana-Khemia, bốn game trong phần Arland, ba game trong phần Dusk, ba game trong phần Mysterious, và 3 game trong phần Secret.

### Bản chính
| Tên | Phần       | Nền tảng                                                         | NPH tại Nhật Bản  | NPH tại Bắc Mĩ    | NPH tại Châu Âu   | NPH tại Úc |
| Atelier Marie: The Alchemist of Salburg (マリーのアトリエ ～ザールブルグの錬金術士～ Marī no Atorie ~Zāruburugu no Renkinjutsushi~)                                                    | Salburg    | PlayStation                                                      | 23 tháng 5, 1997  | —                 | —                 |            |
| Atelier Elie: The Alchemist of Salburg 2 (エリーのアトリエ ～ザールブルグの錬金術士2～ Erī no Atorie ~Zāruburugu no Renkinjutsushi 2~)                                                 | Salburg    | PlayStation                                                      | 17 tháng 12, 1998 | —                 | —                 |            |
| Atelier Lilie: The Alchemist of Salburg 3 (リリーのアトリエ ～ザールブルグの錬金術士3～ Rirī no Atorie ~Zāruburugu no Renkinjutsushi 3~)                                               | Salburg    | PlayStation 2                                                    | 21 tháng 6, 2001  | —                 | —                 |            |
| Atelier Judie: The Alchemist of Gramnad (ユーディーのアトリエ ～グラムナートの錬金術士～ Yūdī no Atorie ~Guramunāto no Renkinjutsushi~)                                                | Gramnad    | PlayStation 2                                                    | 27 tháng 6, 2002  | —                 | —                 |            |
| Atelier Viorate: The Alchemist of Gramnad 2 (ヴィオラートのアトリエ ～グラムナートの錬金術士2～ Viorāto no Atorie ~Guramunāto no Renkinjutsushi 2~)[A]                                 | Gramnad    | PlayStation 2                                                    | 26 tháng 6, 2003  | —                 | —                 |            |
| Atelier Iris: Eternal Mana (イリスのアトリエ エターナルマナ Irisu no Atorie Etānaru Mana)                                                                                              | Iris       | PlayStation 2                                                    | 27 tháng 5, 2004  | 28 tháng 6, 2005  | 17 tháng 3, 2006  |            |
| Atelier Iris 2: The Azoth of Destiny (イリスのアトリエ エターナルマナ2 Irisu no Atorie Etānaru Mana 2)                                                                                 | Iris       | PlayStation 2                                                    | 26 tháng 5, 2005  | 26 tháng 4, 2006  | 29 tháng 9, 2006  |            |
| Atelier Iris 3: Grand Phantasm (イリスのアトリエ グランファンタズム Irisu no Atorie Guran Fantazumu)                                                                                   | Iris       | PlayStation 2                                                    | 29 tháng 6, 2006  | 29 tháng 5, 2007  | 3 tháng 8, 2007   |            |
| Mana Khemia: Alchemists of Al-Revis (マナケミア ～学園の錬金術士たち～ Mana Kemia ~Gakuen no Renkinjutsushi-tachi~)                                                                    | Mana       | PlayStation 2                                                    | 21 tháng 6, 2007  | 1 tháng 4, 2008   | 27 tháng 3, 2009  |            |
| Mana Khemia 2: Fall of Alchemy (マナケミア2 ～おちた学園と錬金術師たち～ Mana Kemia 2 ~Ochita Gakuen to Renkinjutsushi-tachi~)                                                         | Mana       | PlayStation 2                                                    | 29 tháng 5, 2008  | 25 tháng 8, 2009  | —                 |            |
| Atelier Rorona: The Alchemist of Arland (ロロナのアトリエ ～アーランドの錬金術士～ Rorona no Atorie ~Ārando no Renkinjutsushi~)                                                        | Arland     | PlayStation 3                                                    | 25 tháng 6, 2009  | 28 tháng 9, 2010  | 22 tháng 10, 2010 |            |
| Atelier Totori: The Adventurer of Arland (トトリのアトリエ ～アーランドの錬金術士 2～ Totori no Atorie ~Ārando no Renkinjutsushi 2~)                                                   | Arland     | PlayStation 3                                                    | 24 tháng 6, 2010  | 27 tháng 9, 2011  | 30 tháng 9, 2011  |            |
| Atelier Meruru: The Apprentice of Arland (メルルのアトリエ ～アーランドの錬金術士 3～ Meruru no Atorie ~Ārando no Renkinjutsushi 3~)                                                   | Arland     | PlayStation 3                                                    | 23 tháng 6, 2011  | 29 tháng 5, 2012  | 25 tháng 5, 2012  |            |
| Atelier Ayesha: The Alchemist of Dusk (アーシャのアトリエ ～黄昏の大地の錬金術士～ Asha no Atorie ~Tasogare no Daichi no Renkinjutsushi~)                                              | Dusk       | PlayStation 3                                                    | 28 tháng 6, 2012  | 5 tháng 3, 2013   | 8 tháng 3, 2013   |            |
| Atelier Escha & Logy: Alchemists of the Dusk Sky (エスカ＆ロジーのアトリエ ～黄昏の空の錬金術士～ Esuka & Rojii no Atorie ~Tasogare no Sora no Renkinjutsushi~)                        | Dusk       | PlayStation 3                                                    | 27 tháng 6, 2013  | 11 tháng 3, 2014  | 7 tháng 3, 2014   |            |
| Atelier Shallie: Alchemists of the Dusk Sea (シャリーのアトリエ 〜黄昏の海の錬金術士〜 Shari no Atorie ~Tasogare no Umi no Renkinjutsushi~)                                            | Dusk       | PlayStation 3                                                    | 17 tháng 7, 2014  | 10 tháng 3, 2015  | 13 tháng 3, 2015  |            |
| Atelier Sophie: The Alchemist of the Mysterious Book (ソフィーのアトリエ ～不思議な本の錬金術士～ Sofī no Atorie ~Fushigi na Hon no Renkinjutsushi~)                                   | Mysterious | PlayStation 3 PlayStation 4 PlayStation Vita Microsoft Windows   | 19 tháng 11, 2015 | 7 tháng 6, 2016   | 10 tháng 6, 2016  |            |
| Atelier Firis: The Alchemist and the Mysterious Journey (フィリスのアトリエ ～不思議な旅の錬金術士～ Firisu no Atorie ~Fushigi na Tabi no Renkinjutsushi~)                             | Mysterious | PlayStation 4 PlayStation Vita Microsoft Windows                 | 2 tháng 11, 2016  | 7 tháng 3, 2017   | 10 tháng 3, 2017  |            |
| Atelier Lydie & Suelle: The Alchemists and the Mysterious Paintings (リディー＆スールのアトリエ ～不思議な絵画の錬金術士～ Ridī & Sūru no Atorie ~Fushigi na Kaiga no Renkinjutsushi~) | Mysterious | PlayStation 4 PlayStation Vita Nintendo Switch Microsoft Windows | 21 tháng 12, 2017 | 27 tháng 3, 2018  | 30 tháng 3, 2018  |            |
| Atelier Lulua: The Scion of Arland (ルルアのアトリエ ～アーランドの錬金術士 4～ Lulua no Atorie ~Ārando no Renkinjutsushi 4~)                                                          | Arland     | PlayStation 4 Nintendo Switch Microsoft Windows                  | 20 tháng 3, 2019  | 21 tháng 5, 2019  | 24 tháng 5, 2019  |            |
| Atelier Ryza: Ever Darkness & the Secret Hideout (ライザのアトリエ 常闇の女王と秘密の隠れ家 Raiza no Atorie: Tokoyami no Joō to Himitsu no Kakurega)                                   | Secret     | PlayStation 4 Nintendo Switch Microsoft Windows                  | 26 tháng 9, 2019  | 29 tháng 10, 2019 | 1 tháng 11, 2019  |            |
| Atelier Ryza 2: Lost Legends & the Secret Fairy (ライザのアトリエ２ ～失われた伝承と秘密の妖精～ Raiza no Atorie 2: Ushinawareta Denshō to Himitsu no Yōsei)                           | Secret     | Nintendo Switch PlayStation 4 PlayStation 5 Microsoft Windows    | 2020-12-03        | 2021-01-26        | 2021-01-29        | 2021-01-29 |
| Atelier Sophie 2: The Alchemist of the Mysterious Dream (ソフィーのアトリエ2 ～不思議な夢の錬金術士～ Sofī no Atorie 2 ~Fushigi na Yume no Renkinjutsushi~)                            | Mysterious | Nintendo Switch PlayStation 4 Microsoft Windows                  | 2022-02-24        | 2022-02-25        | 2022-02-25        | 2022-02-25 |
| Atelier Ryza 3: Alchemist of the End & the Secret Key (ライザのアトリエ３ ～終わりの錬金術士と秘密の鍵～, Ryza no Atelier 3 ~Owari no Renkinjutsushi to Himitsu no Kagi~)              | Secret     | Nintendo Switch PlayStation 4 PlayStation 5 Microsoft Windows    | 23-03-2023        | 24-03-2023        | 24-03-2023        | 24-03-2023 |

### Trò chơi phụ
Ngoài các trò chơi chính, một số trò chơi phụ đã được phát hành:
| Tựa đề | Phần    | Nền tảng                                                         | NPH tại Nhật Bản  | NPH tại Nhật Bản  | NPH tại Châu Âu  |
| --- | ------- | ---------------------------------------------------------------- | ----------------- | ----------------- | ---------------- |
| Atelier Marie GB (マリーのアトリエGB) |         | Game Boy Color                                                   | 8 tháng 1, 2000   | —                 | —                |
| Atelier Elie GB (エリーのアトリエGB) |         | Game Boy Color                                                   | 8 tháng 1, 2000   | —                 | —                |
| Marie & Elie: Atelier Pair (マリー＆エリー 〜ふたりのアトリエ〜 Marī & Erī ~Futari no Atorie~)                                                                                          | Salburg | WonderSwan Color                                                 | 25 tháng 10, 2001 | —                 | —                |
| Hermina and Culus: Atelier Lilie Another Story (ヘルミーナとクルス 〜リリーのアトリエ もう一つの物語〜 Herumīna to Kurusu ~Rirī no Atorie Mou Hitotsu no Monogatari~)                   | Salburg | PlayStation 2                                                    | 20 tháng 12, 2001 | —                 | —                |
| Atelier Marie, Elie & Anis: Message on the Gentle Breeze (マリー、エリー&アニスのアトリエ 〜そよ風からの伝言〜 Marī, Erī & Anisu no Atori ~Soyokaze kara no Dengon~)                    | Salburg | Game Boy Advance                                                 | 24 tháng 1, 2003  | —                 | —                |
| Marie's Charajan (マリーのキャラジャン Marī no Kyarajan) |         | i                                                                | 10 tháng 3, 2003  | —                 | —                |
| Atelier Marie: Puzzle Workshop (マリーのアトリエ・パズル工房 Marī no Atorie: Pazuru Kōbō)                                                                                               |         | EZ                                                               | 2 tháng 11, 2006  | —                 | —                |
| Atelier Elie: Puzzle Workshop (エリーのアトリエ・パズル工房 Erī no Atorie: Pazuru Kōbō)                                                                                                 |         | EZ                                                               | 2 tháng 11, 2006  | —                 | —                |
| Iris no Atelier: Eternal Mana 2 After Episode (イリスのアトリエ エターナルマナ2 After Episode)                                                                                          |         | SoftBank 3G, FOMA90x Series                                      | 1 tháng 12, 2006  | —                 | —                |
| Atelier Lise: The Alchemist of Orde (リーズのアトリエ 〜オルドールの錬金術士〜 Rīzū no Atorie ~Orudōru no Renkinjutsushi~)                                                              | DS      | Nintendo DS                                                      | 19 tháng 4, 2007  | —                 | —                |
| Atelier Annie: Alchemists of Sera Island (アニーのアトリエ ～セラ島の錬金術士～ Anī no Atorie ~Sera-tou no Renkinjutsushi~)                                                             | DS      | Nintendo DS                                                      | 12 tháng 3, 2009  | 27 tháng 10, 2009 | —                |
| Atelier Lina: The Alchemist of Strahl (リーナのアトリエ 〜シュトラールの錬金術士〜 Rīna no Atorie ~Shutoraru no Renkinjutsushi~)                                                        | DS      | Nintendo DS                                                      | 22 tháng 12, 2009 | —                 | —                |
| Atelier Marie–Elie: The Alchemists of Salburg (マリー・エリーのアトリエ 〜ザールブルグの錬金術士〜)                                                                                     |         | GREE                                                             | 2 tháng 2, 2012   | —                 | —                |
| Atelier Elkrone: Dear for Otomate (エルクローネのアトリエ ~Dear for Otomate~ Erukurōne no Atorie ~Dear for Otomate~)                                                                    |         | PlayStation Portable                                             | 12 tháng 4, 2012  | —                 | —                |
| Atelier Quest Board (アトリエ クエストボード Atorie Kuesutobōdo) |         | iOS Android                                                      | 17 tháng 10, 2014 | —                 | —                |
| Atelier Online: Alchemists of the Bressisle (アトリエ オンライン ～ブレセイルの錬金術士～ Atorie Onrain ~Bureseiru no Renkinjutsushi~)                                                  |         | iOS Android                                                      | 3 tháng 10, 2018  | —                 | —                |
| Nelke & the Legendary Alchemists: Ateliers of the New World (ネルケと伝説の錬金術士たち ～新たな大地のアトリエ～ Neruke to Densetsu no Renkinjutsushi-tachi ~Aratana Daichi no Atorie~) |         | PlayStation 4 PlayStation Vita Nintendo Switch Microsoft Windows | 31 tháng 1, 2019  | 26 tháng 3, 2019  | 29 tháng 3, 2019 |

## Bản làm lại và chuyển đổi
Một số game trong loạt đã được làm lại hoặc chuyển đổi, chủ yếu dành cho các thiết bị di động.
| Tên | Loạt       | Hệ máy                                        | Ngày phát hành ở Nhật Bản | Ngày phát hành ở Bắc Mỹ | Ngày phát hành ở Châu Âu | Ngày phát hành ở Úc |
| --- | ---------- | --------------------------------------------- | ------------------------- | ----------------------- | ------------------------ | ------------------- |
| Atelier Marie: The Alchemist of Salburg Ver.1.3 (マリーのアトリエ 〜ザールブルグの錬金術士Ver.1.3〜) | Salburg    | Sega Saturn                                   | 1997-12-11                | —                       | —                        | —                   |
| Atelier Marie Plus: The Alchemist of Salburg (マリーのアトリエPlus ～ザールブルグの錬金術士～ Marī no Atorie Plus ~Zāruburugu no Renkinjutsushi~)                                                                 | Salburg    | PlayStation                                   | 1998-06-04                | —                       | —                        | —                   |
| Atelier Marie: The Alchemist of Salburg (マリーのアトリエ 〜ザールブルグの錬金術士〜) | Salburg    | Microsoft Windows                             | 2000-04-28                | —                       | —                        | —                   |
| Atelier Elie: The Alchemist of Salburg 2 (エリーのアトリエ 〜ザールブルグの錬金術士2〜) | Salburg    | Microsoft Windows                             | 2000-04-28                | —                       | —                        | —                   |
| Atelier Marie & Elie: The Alchemists of Salburg 1–2 (マリー&エリーのアトリエ 〜ザールブルグの錬金術士1・2〜) | Salburg    | Dreamcast                                     | 2001-11-15                | —                       | —                        | —                   |
| Atelier Lilie Plus: The Alchemist of Salburg 3 (リリーのアトリエPLUS ～ザールブルグの錬金術士３～) | Salburg    | PlayStation 2                                 | 2002-04-04                | —                       | —                        | —                   |
| i Atelier Marie: The Alchemist of Salburg (iマリーのアトリエ ～ザールブルグの錬金術師～) | Salburg    | i                                             | 2003-12-15                | —                       | —                        | —                   |
| Atelier Marie (マリーのアトリエ) | Salburg    | au BREW                                       | 2003                      | —                       | —                        | —                   |
| Atelier Elie (エリーのアトリエ) | Salburg    | au BREW                                       | 2003                      | —                       | —                        | —                   |
| Atelier Lilie (リリーのアトリエ) | Salburg    | au BREW                                       | 2003                      | —                       | —                        | —                   |
| Atelier Marie (マリーのアトリエ) | Salburg    | EZ                                            | 2004-06-03                | —                       | —                        | —                   |
| Atelier Marie+Elie: The Alchemists of Salburg 1–2 (アトリエ マリー+エリー 〜ザールブルグの錬金術士1・2〜) | Salburg    | PlayStation 2                                 | 2005-10-27                | —                       | —                        | —                   |
| Atelier Marie (マリーのアトリエ) | Salburg    | Vodafone Live!                                | 2006-04-03                | —                       | —                        | —                   |
| Atelier Marie (マリーのアトリエ) | Salburg    | S!                                            | 2006-06-03                | —                       | —                        | —                   |
| Atelier Elie: Puzzle Workshop (エリーのアトリエ・パズル工房 Erī no Atorie: Pazuru Kōbō) |            | S!                                            | 2006-11-02                | —                       | —                        |                     |
| Atelier Elie (エリーのアトリエ) | Salburg    | S!                                            | 2007-04-                  | —                       | —                        | —                   |
| Mana Khemia: Student Alliance (マナケミア 〜学園の錬金術士たち〜PORTABLE+ Mana-Khemia Gakuen no Renkinjutsushi-tachi Plus)                                                                                        | Mana       | PlayStation Portable                          | 2008-09-25                | 2009-03-10              | 2009-03-27               | —                   |
| Mana Khemia 2: Fall of Alchemy Portable Plus (マナケミア2 〜おちた学園と錬金術士たち〜PORTABLE+ Mana Khemia 2 Ochita Gakuen to Renkinjutsushi-tachi Portable Plus)                                                | Mana       | PlayStation Portable                          | 2009-10-01                | —                       | —                        | —                   |
| Atelier Judie: The Alchemist of Gramnad: Imprisoned Guardian (ユーディーのアトリエ ～グラムナートの錬金術士～囚われの守り人 Yūdī no Atorie ~Guramunāto no Renkinjutsushi~ Toraware no Morito)                     | Gramnad    | PlayStation Portable                          | 2010-04-08                | —                       | —                        | —                   |
| Atelier Viorate: The Alchemist of Gramnad 2: The Memories of Ultramarine (ヴィオラートのアトリエ ～グラムナートの錬金術士2～群青の思い出 Viora-to no Atorie ~Guramunāto no Renkinjutsushi 2~ Gunjou no Omoide)[A] | Gramnad    | PlayStation Portable                          | 2011-02-03                | —                       | —                        | —                   |
| Atelier Totori Plus: The Adventurer of Arland (トトリのアトリエ Plus 〜アーランドの錬金術士 2〜 Totori no Atorie Plus ~Ārando no Renkinjutsushi 2~)                                                               | Arland     | PlayStation Vita                              | 2012-11-29                | 2013-03-19              | 2013-03-20               | 2013-03-20          |
| Atelier Meruru Plus: The Apprentice of Arland (メルルのアトリエ Plus ～アーランドの錬金術士 3～ Meruru no Atorie Plus ~Ārando no Renkinjutsushi 3~)                                                               | Arland     | PlayStation Vita                              | 2013-03-20                | 2013-09-03              | 2013-09-04               | 2013-09-04          |
| Atelier Rorona Plus: The Alchemist of Arland (新・ロロナのアトリエ はじまりの物語 〜アーランドの錬金術士〜 Shin Rorona no Atelier: Hajimari no Monogatari ~Ārando no Renkinjutsushi~)                             | Arland     | PlayStation 3PlayStation Vita                 | 2013-11-21                | 2014-06-24              | 2014-06-20               | 2014-06-19          |
| Atelier Ayesha Plus: The Alchemist of Dusk (アーシャのアトリエ Plus ～黄昏の大地の錬金術士～ Asha no Atorie Plus ~Tasogare no Daichi no Renkinjutsushi~)                                                          | Dusk       | PlayStation Vita                              | 2014-03-27                | 2015-01-13              | 2015-02-11               | 2015-02-11          |
| Atelier Escha & Logy Plus: Alchemists of the Dusk Sky (エスカ＆ロジーのアトリエ Plus ～黄昏の空の錬金術士～ Esuka & Rojī no Atorie Plus ～Tasogare no Sora no Renkinjutsushi～)                                   | Dusk       | PlayStation Vita                              | 2015-01-22                | 2016-01-19              | 2016-01-20               | 2016-01-20          |
| The Arland Atelier Trilogy | Arland     | PlayStation 3                                 | —                         | 2015-10-13              | 2015-03-06               | —                   |
| New Atelier Rorona: The Alchemist of Arland (新・ロロナのアトリエ はじまりの物語〜アーランドの錬金術士〜 Shin Rorona no Atelier: Hajimari no Monogatari 〜Ārando no Renkinjutsushi〜)                             | Arland     | Nintendo 3DS                                  | 2015-06-04                | —                       | —                        | —                   |
| Atelier Shallie Plus: Alchemists of the Dusk Sea (シャリーのアトリエ Plus ～黄昏の海の錬金術士～ Sharī no Atorie Plus ~ Tasogare no Umi no Renkinjutsu-shi)                                                       | Dusk       | PlayStation Vita                              | 2016-03-03                | 2017-01-17              | 2017-01-20               | —                   |
| Atelier Marie Plus: The Alchemist of Salburg (マリーのアトリエPlus 〜ザールブルグの錬金術士〜) | Salburg    | Android, iOS                                  | 2018-02-28                | —                       | —                        | —                   |
| Atelier Arland Series Deluxe Pack (アトリエ ～アーランドの錬金術士1・2・3～ DX Atorie 〜Ārando no Renkinjutsushi〜1・2・3～ DX)                                                                                   | Arland     | Nintendo SwitchPlayStation 4Microsoft Windows | 2018-09-20                | 2018-12-04              | 2018-12-04               | 2018-12-04          |
| Atelier Dusk Series Deluxe Pack (アトリエ〜黄昏の錬金術士 トリロジー〜 DX. Atorie ~Tasogare no Renkinjutsushi~ DX.)                                                                                               | Dusk       | Nintendo SwitchPlayStation 4Microsoft Windows | 2019-12-25                | 2020-01-14              | 2020-01-14               | 2020-01-14          |
| Atelier Mysterious Trilogy Deluxe Pack (アトリエ ～不思議の錬金術士 トリロジー～ DX Atorie ~Fushigi na Hon no Renkinjutsushi~ DX)                                                                                 | Mysterious | Nintendo SwitchPlayStation 4Microsoft Windows | 2021-04-22                | 2021-04-22              | 2021-04-22               | 2021-04-22          |

- A ^ ^ Cách viết chính thức của Gust là Virates, như đã thấy trên bản chuyển thể manga và bìa của nhạc phim gốc.[103]

## Khác
Một bộ truyện tranh với tựa đề Atelier Marie and Elie -  The Alchemist of Salburg  (マリーとエリーのアトリエ ザールブルグの錬金術士) do Ochi Yoshihiko thực hiện và được Enterbrain xuất bản thành năm tập tankōbon phát hành tại Nhật Bản từ năm 2000, và chỉ có bốn tập được phát hành sang tiếng Anh bởi Tokyopop, bản gốc sau này được biên tập lại và phát hành thành hai tập tankōbon vào ngày 25 tháng 7 năm 2007. Phần tiếp theo của bộ truyện là Marie to Elie Atelier: Salburg no Renkinjutsushi Second Season (マリーとエリーのアトリエ ザールブルグの錬金術士 Second Season), được Enterbrain xuất bản và phát hành thành tám tập tankōbon tính đến tháng 2 năm 2018. Vào năm 2005, nhà xuất bản này cũng cho ra thêm một manga one-shot với tựa đề Viorate no Atelier: Kiteretsu Muraokoshi (ヴィオラートのアトリエ きてれつ村おこし).
Trò chơi Atelier Escha & Logy: Alchemists of the Dusk Sky được họa sĩ Abeno Chako chuyển thành một bộ manga và được đóng thành hai tập tankōbon tính đến đầu năm 2015. Vào năm 2014, bộ manga được xưởng phim Studio Gokumi chuyển thể thành anime gồm 12 tập đưa lên truyền hình, do Iwasaki Yoshiaki đạo diễn, bắt đầu khởi chiếu trên kênh Tokyo MX từ ngày 10 tháng 4 đến 26 tháng 6 cùng năm.